# Provincia de Bríndisi
Brindisi es una provincia de la región de Apulia, en Italia. Tiene una población estimada, a fines de diciembre de 2021, de 379 851 habitantes.
Su capital es la ciudad de Brindisi.
Hay 20 municipios en la provincia (fuente: ISTAT, véase este enlace).

## Municipios
(a 31 de mayo de 2005)
| Municipio               | Población |
| ----------------------- | --------- |
| Brindisi                | 89.422    |
| Fasano                  | 38.552    |
| Francavilla Fontana     | 36.349    |
| Ostuni                  | 32.720    |
| Mesagne                 | 28.136    |
| Ceglie Messapica        | 20.794    |
| San Vito dei Normanni   | 19.819    |
| Carovigno               | 15.571    |
| Oria                    | 15.398    |
| Latiano                 | 15.211    |
| San Pietro Vernotico    | 14.754    |
| Cisternino              | 12.030    |
| Torre Santa Susanna     | 10.584    |
| San Pancrazio Salentino | 10.467    |
| Erchie                  | 8.889     |
| Villa Castelli          | 8.731     |
| San Donaci              | 7.033     |
| Cellino San Marco       | 6.822     |
| San Michele Salentino   | 6.251     |
| Torchiarolo             | 5.051     |